# 파도타기 응원

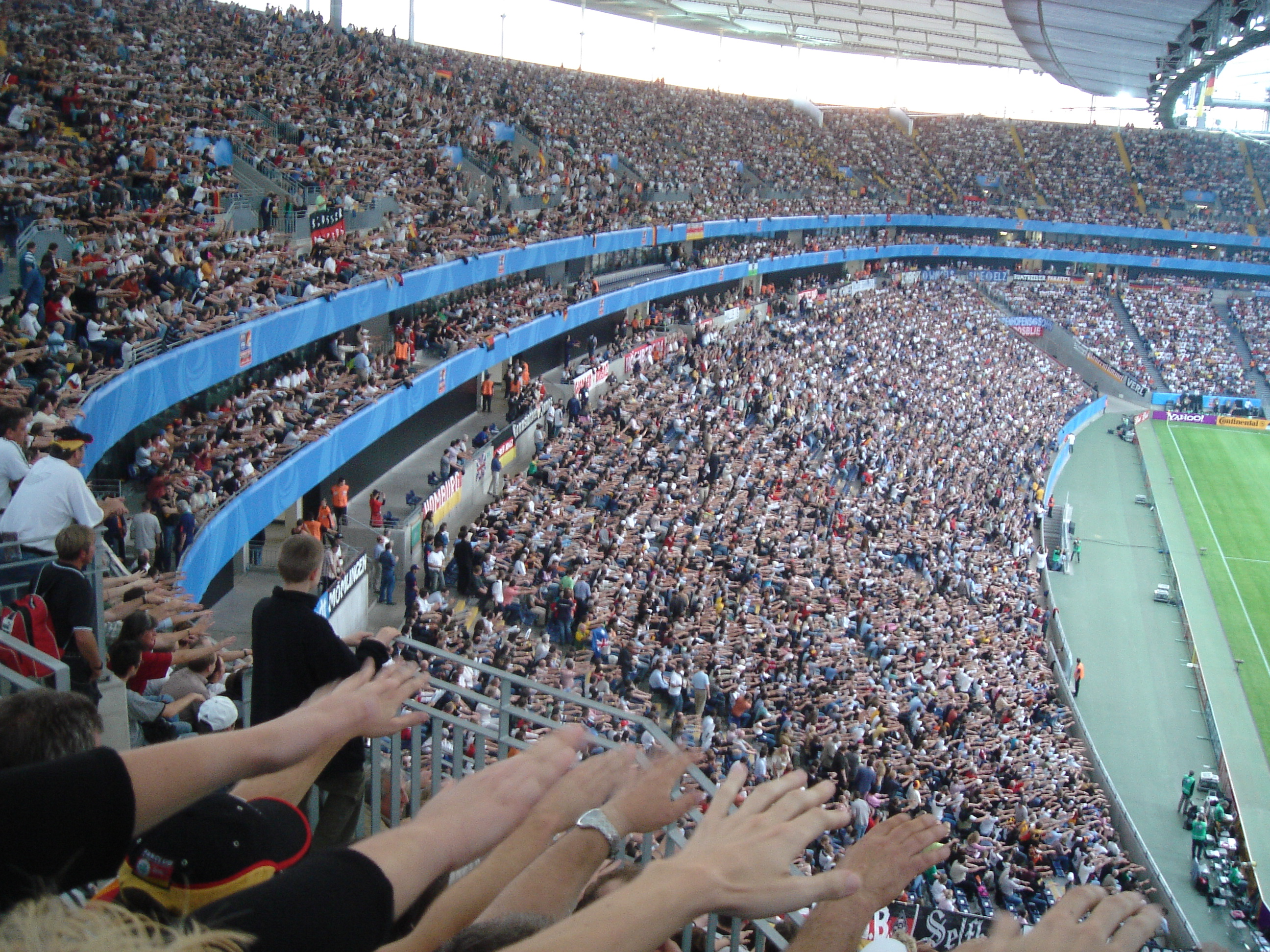
2005년 독일 프랑크푸르트에서 열린 FIFA 컨페더레이션스컵 경기 도중에 파도타기 응원을 하는 관중들의 모습

파도타기 응원(波濤– 應援, 영어: audience wave, Mexican wave)은 스포츠 경기장 등에서 응원을 하면서 사람들이 만드는 파동이다. 꼭 응원을 하기 위해 만드는 것만은 아니며, 스포츠 경기장이 아닌 곳에서 만들기도 한다. 경기장을 기준으로 방사형으로 배치된 사람들이 동시에 자리에서 일어나거나 손을 든 다음에 원래 상태로 돌아오고 이에 맞춰 옆자리에 앉은 사람들이 그 동작을 이어받는 연속적인 동작으로 파동을 만든다. 이렇게 생긴 파동은 사람들을 따라서 빠르게 이동한다.
원형 경기장에서 사람들이 둥그렇게 둘러앉는 경우에는 파도가 연속적으로 몇 번이고 돌 수 있다. 사람들이 한줄로 늘어선 경우에도 맨 끝에 있는 사람을 기준으로 파동을 반사시켜 앞뒤로 파도타기를 계속 진행할 수 있다. 보통 파동이 생길 경우 하나의 마루만 존재한다.

## 파도타기 응원의 역사
1980년대 미국에서 파도타기가 인기를 얻기 시작했는데, 파도타기가 언제부터 생겼는지는 명확하지 않다. 미국 프로야구 오클랜드 애슬레틱스 기록에 따르면 1981년 10월 15일 뉴욕 양키스와 오클랜드 어슬레틱스 메이저 리그 야구 경기도중 전문 치어리더 크레이지 조지 헨더슨(Krazy George Henderson)이 주도한 것이 최초라고 한다.  보관됨 2007-09-28 - 웨이백 머신
다른 사람들은 같은 해 10월 31일 워싱턴주 시애틀의 워싱턴 대학교 허스키 스타디움에서 롭 웰러의 주도로 시작한 것이 최초라고 주장한다. 
 워싱턴 대학교 졸업생이던 웰러는 워싱턴 대학과 스탠퍼드 대학의 미식축구 경기에 응원을 위해서 초청되었데, 처음에 웰러는 워싱턴대 학생들이 앉은 구역에서 경기장에 가까운 쪽부터 관중석 끝까지 수직방향으로 파도타기를 만들려고 했다. 이렇게 파도를 만들었다가, 전 관중들이 다 즐길 수 있도록 파도를 수평방향으로 진행시키는 것이 낫겠다는 생각이 들어서 몇 번의 시도 끝에 수평으로 경기장을 도는 파도를 만들었다. 워싱턴 대학교의 band director 빌 비셀(Bill Bissell)에 따르면 이런 파도를 만들기로 경기전에 롭 웰러와 함께 의논하는 등 자신도 파도타기 응원을 롭 웰러와 같이 만들었다고 주장한다. 파도타기 응원은 곧바로 NFL 시애틀 시호크스 경기에도 널리 퍼졌다.
파도타기 응원이 축구 경기에 널리 적용되기 시작한 것은 멕시코에서 열린 1986년 FIFA 월드컵이었다. 영어로 파도타기 응원을 'Mexican wave'라고 부르기도 하는 것은 여기에서 유래했다. 브라질, 독일, 이탈리아 등에서는 파도타기 응원을 '라 올라' (la ola) 혹은 줄여서 '올라' (ola)라고 하는데 이것은 스페인어로 '파도'이라는 뜻이다. 1988년 동계 올림픽에서는 선수 입장중에 관중들이 파도타기를 했다.
2000년 하계 올림픽에서 110,000명의 사람들이 파도타기를 만든 것이 파도타기를 가장 크게 벌인 기록이다.
[우리나라의 파도타기 응원에 대한 기억]
우리나라의 파도타기 응원은 1976년 대구 시민운동장에서 벌어진 문교부 장관기 고교축구대회에서 시작되었다고 본다. 당시 나는 청구중학교 학생으로 청구고등학교 축구팀을 응원했는데 상대 고등학교 응원단의 파도타기 응원은 당시 대구 고교축구 라이벌이던 청구고 계성고 대륜고 협성고 등에서도 파도타기 응원으로 맞불 응원을 펼치며 단체 응원의 전률을 느꼈던 기억이 생생하다. 아마 당시 대구 지역 중고등학고 졸업앨범이나 지역 TV방송 기록을 찾아 보면 고교축구 고교야구 응원현장에서 파도타기 응원 장면이 남아 있지 않을까 기대해 본다. 당시의 기억을 가지고 있는 지역 인사로는 당시 청구 중고등학교 축구선수였던 변병주 감독, SBS플러스 이창태 사장(청구고 출신) 등이 있다. 반면 전라도지역에서는 1988년 무등경기장 해태타이거즈 대 롯데자이언츠 경기 중 설상수라는 인물이 주도하여 파도타기 응원이 최초로 시작되었다고 한다.

## 학문적 분석
2002년에 헝가리 Eötvös 대학교의 Tamás Vicsek과 연구진들은 멕시코의 거대한 축구 경기장에서 생긴 14번의 파도타기 응원 비디오를 분석하여 파도타기 응원의 형태를 연구했다. 이 연구결과는 네이처 9월 12일자에 실렸다. 분석결과에 따르면 사람들 몇십명 정도만 있으면 파도타기 응원을 시작할 수 있었으며, 파도타기가 일단 시작되면 보통 시계방향으로 약 12m/s의 속도(1초에 22개의 좌석을 지나는 속도)로 진행되었다. 임의의 시간에 파동을 분석한 결과 폭은 15개의 좌석정도였다. 세부적인 사항은 경우에 따라 다르지만, 이런 현상은 다른 문화권이나 다른 스포츠에도 그대로 적용할 수 있는 것으로 보였다.